# Le Cosmos comme pressentiment
Pour plus de détails, voir Fiche technique et Distribution.
Le Cosmos comme pressentiment (Космос как предчувствие) est un film russe réalisé par Alekseï Outchitel, sorti en 2005,.

## Fiche technique
- Photographie : Youri Klimenko
- Musique :
- Décors : Vera Zelinskaia, Galina Deieva, Nikolaï Riabtsev
- Montage : Elena Andreieva

## Récompense
- Festival international du film de Moscou 2005 : George d'or du meilleur film
- Cérémonie des Aigles d'or 2006 : meilleur réalisateur et meilleur scénario